# 普魯士巨人擲彈兵團

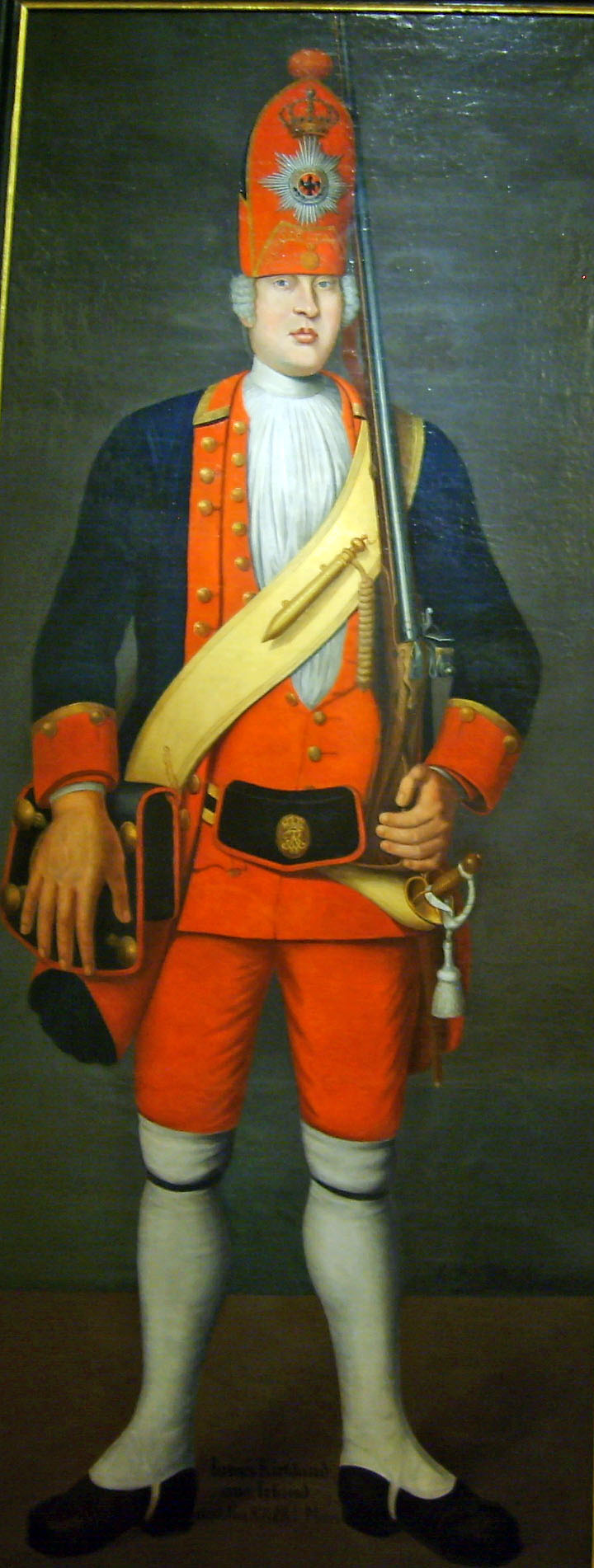
巨人兵團的成員James Kirkland的畫像

波茨坦巨人擲彈兵團（德語：Langen Kerls），即前普魯士第6步兵團，於1675年設立，1806年解散，創始人是普魯士國王腓特烈·威廉一世。在當時的觀念裡，長的越高的男性就會被認定是越強悍的士兵，身高172公分的男性一定會被徵召入伍，即使有心智障礙也沒有關係，但是太年輕或面容太醜就無法加入。在這支兵團裡還有一位挪威人約瑟夫·愛力克森，其身高甚至達217公分。普魯士巨人擲彈兵團雖然在閱兵典禮時非常醒目，但光是要製作這批人的軍服、裝備以及薪水，就需要花費其他同規模部隊4倍以上的預算，所以當腓特烈二世繼位後，就將這支部隊大部分予以解散，只保留一個大隊。